# あいみ
あいみ（1980年11月1日 - ）は、日本の元AV女優・元ストリッパー。エルプロモーション所属。

## 略歴
2000年、「中谷あいみ（なかたに あいみ）」の芸名で『Bejean』（英知出版）4月号でグラビアデビュー。同年7月に『秘め恥め 4』でAVデビューした。
2001年4月にはDX歌舞伎町でストリップデビュー（所属は東洋ショー劇場）。以降、AVとストリップを並行して活動する。
2004年に「あいみ」と改名してからは、コンスタントに出演作がリリースされた。
2006年9月を最後にAVから離れていたが、2007年10月に「橋本 美歩（はしもと みほ）」に改名し『ぶらっくNew Comer』（マックス・エー）でAVに復帰。
2009年から再び「あいみ」として活動している。

## 出演作品

### アダルトビデオ（撮りおろし作品）
中谷あいみ 名義
2000年
- 秘め恥め 4　（7月26日、シャイ）
- Clarity　（8月25日、シャイ）
- [BINETSU] あいみ19歳　（9月22日、シャイ）
- ないちんがーる　（10月24日、シャイ）
- 中谷あいみがしかってあげる　（12月8日、gone）
- 「痴」女優 24　（12月29日、皇獅婁）

2001年
- ドリームシャワー 29　（2月9日、beauty）
- 女子校生監禁凌辱　鬼畜輪姦 35　（6月6日）

2003年
- mizugi　（6月21日、ゴールデンキャンディ）…オムニバス作品
- お兄ちゃん好き女の子の愛し方　（12月19日、COBRA）

2004年
- 超オマンコ主義 10　（1月16日、リア王）
- すけべっ娘ハイパーレボリューション　（1月20日、Chu!）…オムニバス作品
- PLAY GIRLS FUCK'IN MORNING　（1月24日、ゴールデンキャンディ）…オムニバス作品
- くいこみ生まんじゅう 6　（2月13日、COBRA）
- Real　（2月28日、オーロラプロジェクト）
- FUZOKU YOKOHAMA Vol.01　（3月12日、イー・コンプレックス）
- Fine　（3月12日、オーロラ・プロジェクト）
- Mrs.裸エプロン 2　（8月5日、SWITCH）
- 放課後ブルマ　（8月5日、SWITCH）
- Gothic Lolita　（9月3日、SWITCH）

2005年
- 裏素人　（2月18日、曼荼羅）

あいみ 名義
2004年
- 綺麗なお姉さん 完全版　（11月26日、Million）
- 夜勤病院　（12月17日、Million）

2005年
- あいみの美乳を味わえ!!　（1月28日、Million）
- 風俗フルコース　（2月25日、Million）
- カワイイコスプレ　（3月25日、Million）
- もしもあいみが僕の彼女だったら…　（4月29日、Million）
- 僕だけのアイドル 女子校生 あいみ 完全版　（5月27日、Million）
- 萌えコス♥あいみ　（6月17日、Million）
- 完全なるイカセ4時間 2005　（7月29日、Million）
- セルの洗礼!　（8月19日、REAL）
- 奴隷人形　（9月23日、REAL）
- 超デジモ　（10月21日、REAL）
- あいみマニア デラックス 4時間　（2005年11月18日、REAL）
- リアルセックス　（12月16日、REAL）

2006年
- モーレツ! イカセ特訓　（1月20日、REAL）
- あいみが奥さんになってあげる♥　（2月17日、REAL）
- 僕の彼女　（3月17日、REAL）
- おちんちん熱いですよ　（4月21日、REAL）
- ミリオン・ドリーム 　（5月1日、Million）　※AV OPEN 2006エントリー作品
- あいみに責められたい!　（5月19日、REAL）
- 完全撮りおろし スーパースター 4時間 SPECIAL 3 （5月19日、Million）
- 早坂ひとみのファン感謝 温泉バスツアー　（5月19日、REAL）
- キャラコスフォー　（6月16日、REAL）
- 猥褻フェラチオ あいみ　（7月21日、REAL）
- メイド館　（8月18日、REAL）
- 超 超デジモ　（9月22日、REAL）
- ナース♥Kiss　（12月2日、ゴールデンキャンディ）…オムニバス作品

2009年
- SEX向上委員会 02　（2月1日、アイデアポケット）

橋本美歩 名義
2007年
- ぶらっくNew Comer　（10月26日、マックス・エー）
- MAX GIRLS ecstasy　（11月9日、マックス・エー）…オムニバス作品
- Black Max Cafeへようこそ！　（11月23日、マックス・エー）

### アダルトビデオ（主な編集作品）
レンタル版とタイトル、収録時間が異なるセル版DVD
中谷あいみ 名義
- BINETSU ノーカット・フル・バージョン　（2003年10月24日、シャイ）

あいみ 名義
- 綺麗なお姉さん 完全版　（2004年11月26日、Million）
- 夜勤病院 完全版　（2004年12月17日、Million）
- あいみの美乳を味わえ!! 完全版　（2005年1月28日、Million）
- 風俗フルコース 完全版　（2005年2月25日、Million）
- カワイイコスプレ　（2005年3月25日、Million）
- もしもあいみが僕の彼女だったら… 完全版　（2005年4月29日、Million）
- 僕だけのアイドル 女子校生あいみ 完全版　（2005年5月27日、Million）
- 萌えコス・あいみ 完全版　（2005年6月17日、Million）…90分版と180分版あり
- 完全なるイカセ4時間2005　（2005年7月29日、Million）
- ミリオン・ドリーム～私立ミリ商の天使たち～ 完全版 　（2006年8月18日、Million）
- あいみ 愛蔵版 本人が選ぶ最高に気持ち良かった10のSEX　（2006年12月22日、Million）

## 書籍

### 写真集
中谷あいみ 名義
- 抱いて!　（2000年7月31日発行、撮影：若杉ケンジ、双葉社）
- 美少女SM 9　中谷あいみ　（2001年12月20日発行、撮影：杉浦則夫、三和出版）